# Весеннее наступление войск КНД
Весеннее наступление войск КНД или Пятая фаза китайского наступления (кит. 第五次戰役) — военная операция во время Корейской войны, проводившаяся 22 апреля — 9 июля 1951 года.

## Предыстория
Ещё в феврале 1951, пока шли бои южнее 38-й параллели, Объединённое командование войск КНА и КНД приняло решение на сосредоточение войск и подготовку контрнаступления. Окончательная разработка плана была закончена 17 апреля.
Планом контрнаступления предусматривался разгром основных сил 1-го и 9-го американских армейских корпусов в междуречье рек Имзинган и Букханган. В последующем войска должны были развивать наступление на всём фронте в направлениях Сеул, Пхёнчан, Каннын. Для разгрома основной группировки противника на 120-километровом фронте Кайсен—Хвачен было сосредоточено 39 дивизий (со средствами усиления) из 48 имевшихся (что давало оперативную плотность в 1 дивизию на 3 км фронта). Контрнаступление предполагалось начать 22 апреля.
Американские и южнокорейские войска к 21 апреля имели в первом эшелоне на 184-километровом фронте до 14 пехотных дивизий и бригад. В среднем на одно пехотное соединение приходилось до 13 км фронта. В резерве корпусов находились четыре пехотные дивизии, одна пехотная бригада и один воздушно-десантный полк; в резерве армии — две пехотные дивизии, размещавшиеся в центральной части Южной Кореи.
Командование 8-й американской армии в ожидании перехода войск КНА и КНД в наступление ещё в начале апреля начало подготовку двух оборонительных рубежей в тылу своих войск. Первый тыловой рубеж обороны готовился в 20-30 км южнее 38-й параллели по линии Ыденпу—Чунчен, второй предполагалось оборудовать в 40-50 км южнее первого по линии севернее Сувон—Вончжу.

## План наступления
1-я армия КНА и 19-я армия КНД должны были во взаимодействии с 15-м армейским корпусом 3-й армии КНД разгромить 1-ю южнокорейскую пехотную дивизию и 29-ю британскую пехотную бригаду на рубеже Кайсен — севернее Чонгок; в последующем, развивая наступление главными силами на Сеул и частью сил на Мансэкёли, не допустить отхода вражеских войск к переправам через реку Ханган в районе Сеула.
3-й армии КНД ставилась задача разгромить 3-ю американскую пехотную дивизию и турецкую пехотную бригаду и, наступая в направлении Мансэкёли, во взаимодействии с частями 19-й армии КНД не допустить отхода вражеских войск к Сеулу.
9-я армия КНД получила задачу разгромить на рубеже южнее Чорон—Хвачен части 25-й, 24-й американских, 6-й южнокорейской пехотных дивизий и 27-й британской пехотной бригады, а в последующем развивать наступление на Капхён и Чунчен.
3-я и 5-я армии КНА должны были наступать в своих полосах с целью лишить командование 8-й американской армии возможности перебрасывать войска с восточного на центральный участок фронта. 2-я армия КНА должна была находиться в резерве командования. 8-я армия КНА была расформирована; входившие в её состав части были переданы на доукомплектование 2-й и 3-й армий КНА.

## Ход боевых действий

### Первое наступление китайско-северокорейских войск

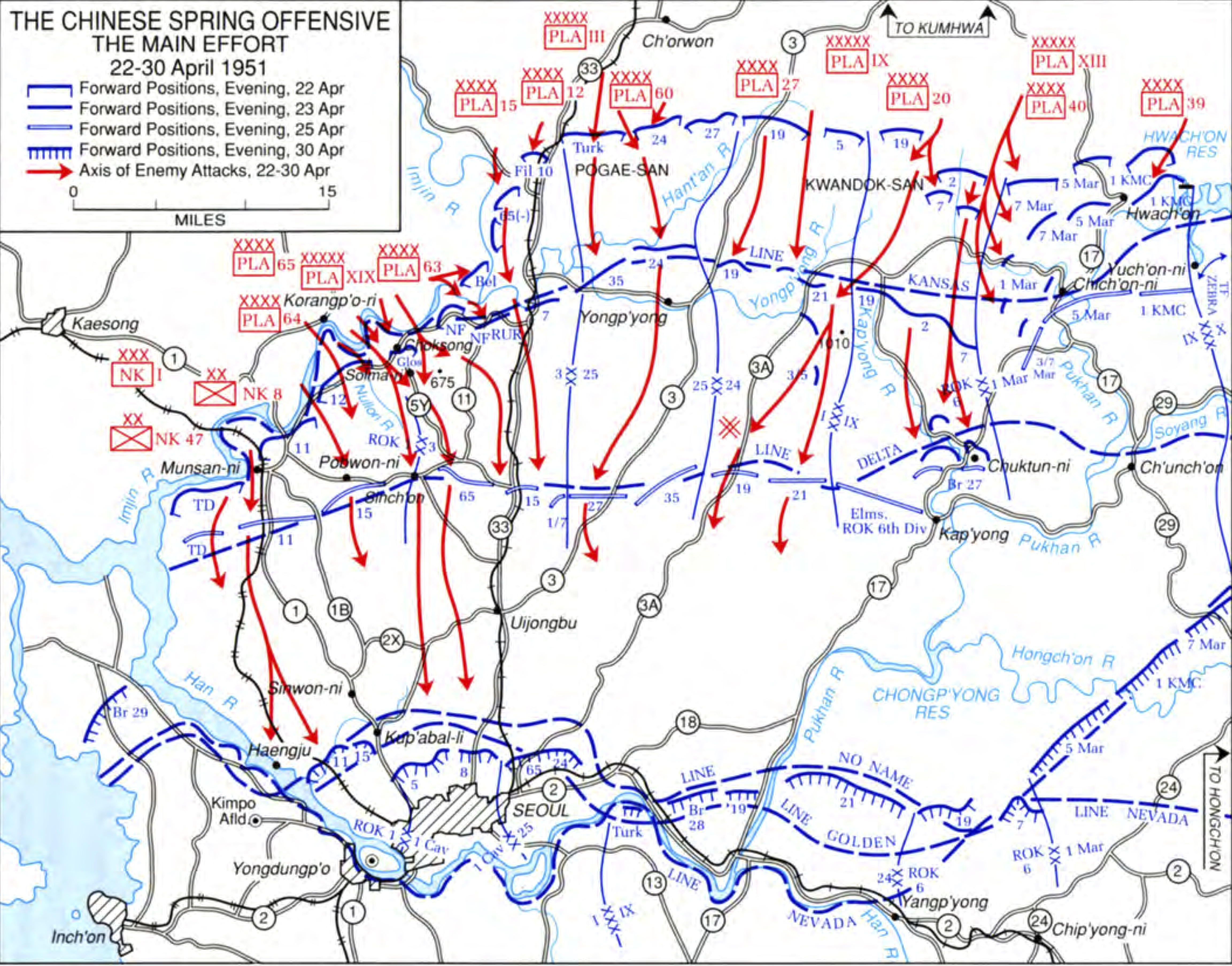
Боевые действия в конце апреля 1951

Вечером 22 апреля после артиллерийской подготовки войска КНД и КНА перешли в наступление на всём фронте. Американские и южнокорейские войска, опираясь на подготовленные позиции, сначала оказывали упорное сопротивление на всём фронте. Однако китайские и северокорейские пехотинцы под покровом темноты, используя складки местности, прорвали оборону и вышли в тыл врага. Опасаясь ударов с тыла, американские и южнокорейские войска на западном и центральном участках фронта были вынуждены начать отход.
23 апреля 1-я армия КНА овладела городом Кайсен и начала преследование частей 1-й южнокорейской пехотной дивизии в направлении Мунсан. В этот же день войска 64-го и 63-го корпусов 19-й армии КНД, нанеся поражение 29-й британской пехотной бригаде, передовыми отрядами с ходу форсировали реку Имзинган и овладели рядом плацдармов на её левом берегу. Соединения 3-й армии, разгромив 3-ю американскую пехотную дивизию в районе северо-западнее Йончхона, 23 апреля овладели этим городом. 9-я армия, нанеся поражение 6-й южнокорейской пехотной дивизии в районе западнее Хвачен, овладела участком дороги севернее Симпори. 26-му, 27-му и 20-му армейским корпусам 9-й армии не удалось прорвать оборону 25-й и 24-й американских пехотных дивизий, которые начали отход лишь в связи с угрозой выхода китайско-северокорейских частей им в тыл.
Преследуя войска ООН, 1-я армия КНА форсировала реку Имзинган северо-западнее Мунсан и 25 апреля овладела этим городом. Соединения 19-й, 3-й и 9-й армий КНД захватили Чонгок, продвинувшись в ходе трёхдневных боёв на 20-30 км. На восточном участке фронта 3-я и 5-я армии КНА вели упорные бои, не продвинувшись вперёд, но и не позволив противнику маневрировать резервами; более того, командование войск ООН было вынуждено подтянуть ближе к фронту находившиеся в резерве 7-ю американскую и 7-ю южнокорейскую пехотные дивизии.
В ночь на 26 апреля КНД и КНА возобновили наступление на западном и центральном участках фронта, и к исходу 29 апреля достигли рубежа Коян, Ыденпу, Капхён, севернее Чунчен, продвинувшись за четыре дня на 10-30 км. На восточном участке фронта войска 3-й и 5-й армий КНА сбили вражеские части с занимаемых рубежей, и продвинуллись к исходу 29 апреля на 10-15 км.
В связи с трудностями материального обеспечения войск, их острой нуждой в боеприпасах и продовольствии, а также физической усталостью Объединённое командование решило приостановить наступление и привести войска в порядок. Несмотря на достигнутые успехи, выполнить поставленные задачи им не удалось. Обладая большей подвижностью и господством авиации в воздухе, войска ООН избежали разгрома и отошли на заблаговременно подготовленный рубеж обороны южнее 38-й параллели.

### Переход войск КНА и КНД к обороне
С целью сохранения войск и подготовки новой наступательной операции Объединённое командование решило на 10-12 суток отвести часть войск в тыл. Для удержания занимаемых рубежей предполагалось оставить от каждой армии корейских войск по одной пехотной дивизии, от армий китайских добровольцев — по одному армейскому корпусу. Всего для этой цели было выделено 12 пехотных дивизий, из них 10 пехотных дивизий должны были находиться на западном и центральном участках фронта.
В ночь на 1 мая были отведены главные силы 3-й и 9-й армий КНД. Главные силы 1-й, 3-й и 5-й армий КНА и 19-й армии КНД были отведены в ночь на 2 мая. К 5 мая все армии КНД и КНА полностью сосредоточились в выделенных для них тыловых районах.
В течение этого времени соединениям китайских добровольцев, прикрывавшим отход главных сил, удалось на западном и центральном участках фронта не только отбить все атаки противника, но и отбросить американские и южнокорейские войска на 5-10 км на юг; при этом 39-й армейский корпус КНД с ходу форсировал восточнее Капхён реку Букханган и овладел городом Чунчен.
Чтобы задержать наступление китайских добровольцев, командование 8-й американской армии ввело в сражение северо-восточнее Сеула 25-ю американскую пехотную дивизию, и восточнее Япхен — 2-ю и 6-ю южнокорейские пехотные дивизии, за счёт чего удалось остановить наступление 65-го, 40-го и 39-го армейских корпусов.
Установив, что перед ними действуют лишь отдельные части китайских и северокорейских войск, 6 мая войска ООН перешли в наступление по всему фронту. Основные усилия наступающих были сосредоточены на западном участке фронта с целью рассечения фронта войск китайских добровольцев и овладения севернее 38-й параллели районом Пхенгкан, Чорон, Кумхуа. К исходу дня ими был взят Ынденпу, 7 мая — Чунчен, 8 мая — Кымчхон. На центральном участке фронта завязались бои за Капхён. В связи с тем, что дальнейшее наступление войск ООН создавало угрозу их выхода в тыл 19-й армии и к 38-й параллели, Объединённое командование решило перегруппировать соединения 3-й и 9-й армий КНД в районы северо-западнее и северо-восточнее Чунчен.
10 мая войскам ООН удалось восточнее Капхён вводом в бой 7-й американской пехотной дивизии овладеть юго-западнее Чунчен плацдармом на правом берегу реки Букханган и отбросить части 39-го армейского корпуса на 1-2 км на север. С отходом частей 39-го армейского корпуса северо-восточнее Капхён на стыке 40-го и 39-го армейских корпусов КНД образовался разрыв. В связи с угрозой выхода противника в тыл соединениям 19-я армии командование КНД было вынуждено начать отвод соединений 64-го и 63-го армейских корпусов в район Синхали.
К утру 11 мая в указанных им районах начали сосредотачиваться соединения 3-й и 9-й армий КНД, которые с ходу вступали в бой. Попытка прорыва войск ООН к 38-й параллели была отражена. Всего за 7 дней наступления американские и южнокорейские войска продвинулись вперёд на 10-20 км.

### Второе наступление китайско-северокорейских войск
Объединённое командование, оценив обстановку, сделало вывод, что войска ООН, несмотря на абсолютное господство в воздухе и на море, в настоящее время не имеют преимущества на суше, и решило провести новую наступательную операцию. Общий замысел операции сводился к нанесению трёх ударов с целью расчленения фронта обороны противника, окружения и уничтожения его войск по частям. Операция планировалась на глубину 50-60 км до рубежа Сувон, Вончжу, Имокчонни. К 15 мая главные силы 3-й и 9-й армия КНД на центральном и восточном участках фронта заняли исходное положение для наступления в соответствии с планом. На западном участке фронта 19-я армия КНД не смогла произвести перегруппировку своих сил, будучи связанной боевыми действиями на 60-километровом фронте от Ыденпу до Капхён. Несмотря на дожди, не прекращавшиеся с 14 мая, а также то, что войскам не удалось осуществить всех подготовительных мероприятий, предусмотренных планом, Объединённое командование решило начать наступление.
16 мая в 18 часов китайско-северокорейские войска перешли в наступление главными силами по всему фронту. Вначале противник оказал упорное сопротивление на подготовленных оборонительных позициях, однако затем был вынужден начать отход, прикрываясь арьергардами. 17 мая 19-я армия овладела Ыденпу, а 3-я армия — Чунчен. 18 мая 9-я армия КНД и 3-я и 5-я армии КНА окружили севернее Чаымни части 5-й и 7-й южнокорейских пехотных дивизий, в тот же день 5-я армия КНА овладела Яян. Попытки американских и южнокорейских войск оказать помощь своим окружённым частям извне успеха не имели. К исходу 20 мая южнокорейские войска, окружённые в районе Чаымни, были полностью уничтожены. В связи с успешным наступлением китайских добровольцев и КНА на восточном участке фронта американское командование было вынуждено начать перегруппировку своих сил с западного на центральный и восточный участки фронта.
Наступление войск 1-й армии КНА, 19-й и 3-й армий КНД 18 и 19 мая на западном и центральном участках фронта развивалось медленно. Всего за пять дней напряжённых наступательных боёв войска КНД и КНА продвинулись вперёд на 20-40 км. Ввиду того, что войска испытывали острую необходимость в боеприпасах и продовольствии, а также нуждались в отдыхе, Объединённое командование решило прекратить дальнейшее наступление.
Для приведения в порядок войск и пополнения материальных запасов, Объединённое командование решило отвести главные силы на рубеж 38-й параллели. Отход должен был начаться в ночь на 23 мая. Для обороны занимаемого рубежа планировалось оставить не более одной трети сил. В случае наступления противника предусматривалось, что оборонявшиеся на фронте войска отойдут на подготавливаемый в тылу оборонительный рубеж, который и будут прочно удерживать.

### Контрнаступление войск ООН
Зная по опыту предшествующих сражений, что войска КНА и КНД обычно после наступления отводят свои главные силы с фронта в тыл, американское командование решило использовать этот момент. С утра 21 мая американские и южнокорейские войска на западном и центральном участках фронта после артиллерийской и авиационной подготовки перешли в наступление, что оказалось неожиданностью для китайских и северокорейских войск, которым пришлось начать отход к 38-й параллели раньше установленного срока.
На западном участке фронта 21 мая войска КНД оставили Ыденпу. 22 мая 1-я армия КНА оставила Мусан и отошла на правый берег реки Имзинган. На центральном участке фронта после ожесточённых боёв соединения 3-й армии КНД отошли на 10-15 км на север.
Для развития наступления командование 8-й американской армии 23 мая ввело в бой 3-ю американскую пехотную дивизию. Этим удалось не только отбросить части 15-го армейского корпуса 3-й армии КНД, но и создать угрозу выхода на пути отхода 9-й армии КНД. Объединённое командование было вынуждено ввести в бой 27-й и 12-й армейские корпуса КНД. На восточном участке фронта соединения 9-й армии КНД, 2-й, 3-й и 5-й армий КНА 23 мая под прикрытием арьергардов начали отход к 38-й параллели. В связи с угрозой высадки противником морских десантов на восточном побережье, Объединённое командование вывело 3-ю армию КНА в резерв. За 6 дней упорных боёв войска КНД и КНА на западном и центральном участках фронта отошли на 25-30 км на север.
27 мая американские и южнокорейские войска возобновили наступление по всему фронту. Им удалось на западном участке фронта отбросить части 65-го армейского корпуса 19-й армии КНД, и 28 мая овладеть Чонгок. За 4 дня отступления соединения китайских и северокорейских войск отошли с боями на западном и центральном участках фронта на 15-20 км, на восточном — на 35-40 км. В связи с прорывом южнокорейцев на западном и центральном участках фронта севернее 38-й параллели создалась угроза захвата важных узлов коммуникаций в треугольнике Чорон-Кумхуа-Пхенгкан, что создало бы благоприятные условия для наступления на Пхеньян и Вонсан.
31 мая в 18 часов американцы высадили на восточном побережье в районе Чаньдён морской десант в составе до полка пехоты. 1 июня этому десанту удалось овладеть Косон. Для уничтожения десанта были брошены части 15-й пехотной дивизии 3-й армии КНА. 3 июня десант был разгромлен, китайские части овладели Косон.
2 июня американские и южнокорейские войска после передышки возобновили наступление по всему фронту. На западном и центральном участках фронта 2 и 3 июня они встретили упорное сопротивление, все их атаки были отбиты. 4 июня 1-й южнокорейской пехотной дивизии удалось западнее Мунсан форсировать реку Имзинган и овладеть плацдармом на её правом берегу. С утра 5 июня американские войска прорвали оборону 19-й и 3-й армий КНД на рубеже севернее Ёнчон, Унчхон, и к исходу 6 июня овладели Дайкори и Муньхоньли. Создалась угроза прорыва американских и южнокорейских войск на Пхенгкан. Чтобы не допустить дальнейшего наступления противника на этом направлении, Объединённое командование решило отвести войска 3-й армии КНД на новый рубеж обороны по линии Чорон, Кумхуа.
С утра 8 июня американские и южнокорейские войска возобновили наступление на рубеже севернее Дайкори, Муньхоньли, Тыкуль. 11 июня соединения 3-й и 9-й армий КНД оставили Чорон и Кумхуа. Чтобы не допустить дальнейшего наступления противника, они были сменены на фронте 47-м, 42-м и 26-м армейскими корпусами КНД, которые остановили продвижение войск ООН. Всего за 10 дней войска КНД и КНА отошли на западном и центральном участках фронта — на 15-20 км, на восточном — на 15-30 км. Не достигнув успеха, американское командование решило сузить фронт атак и сосредоточить основные усилия на вонсанском направлении.
13 июня после артиллерийской и авиационной подготовки 3-я и 25-я американские пехотные дивизии и 25-я канадская пехотная бригада перешли в наступление, нанося главный удар вдоль железной дороги на Пхенгкан. Боевые действия велись днём и ночью, создалась напряжённая ситуация. В этой обстановке командование КНД решило отвести 26-й и 20-й армейские корпуса. 16 июня части 26-го армейского корпуса оставили Пхенгкан и заняли оборону севернее и северо-восточнее этого населённого пункта. Все попытки войск ООН развить наступление вдоль железной дороги на север успеха не имели. Приведя себя в порядок, войска 26-го и 20-го армейских корпусов в ночь на 18 июня сами перешли в наступление, и днём 18 июня вновь овладели Пхенгканом. Американские войск были вынуждены начать спешный отход на юг. К исходу 22 июня китайские добровольцы заняли свои прежние позиции севернее Чорон, Кумхуа.
С целью выхода в районах Енан и Кайсен к 38-й параллели американское командование в конце июня предприняло наступление силами 1-й южнокорейской пехотной дивизии. Ей удалось отбросить части 64-го армейского корпуса КНД и 1 июля овладеть Кайсен, однако в результате контратак частей 1-й армии КНА и 64-го армейского корпуса КНД она была разгромлена, её остатки бежали на левый берег реки Имзинган.
С 1 июля 1951 года воюющие стороны на всём фронте перешли к обороне.

## Итоги и последствия
В ходе боевых действий обе стороны понесли значительные потери, никому не удалось осуществить решительного прорыва фронта и уничтожения противника. В начале июля 1951 года была начата подготовка к открытию переговоров о перемирии.